# Derek Draper
Derek William Draper (Chorley, Lancashire, 15 de agosto de 1967-Londres, 5 de enero de 2024) fue un asesor político británico.
Draper contrajo COVID-19 durante los primeros días de la pandemia de COVID-19 en el Reino Unido en marzo de 2020 y enfermó gravemente con un caso excepcionalmente grave de COVID prolongado. Estuvo hospitalizado durante un año y regresó al hospital con complicaciones extremas en diciembre de 2023. Sufrió un paro cardíaco en diciembre de 2023 y el 5 de enero de 2024 su esposa, Kate Garraway, anunció que había muerto.

## Biografía
Nacido en Chorley, Lancashire, Draper se educó en la Southlands High School hasta 1984. Posteriormente asistió al Runshaw College en Leyland y a la Universidad de Mánchester. Mientras estaba en la universidad, Draper brindó hospitalidad a Ken Livingstone, quien había perdido su tren después de una reunión del Labor Club. Según los informes, Livingstone se sorprendió al encontrar expuesto en la habitación de estudiantes de Draper un gran cartel del líder adjunto del Partido Laborista, Roy Hattersley. Alrededor de esta época, conoció a Charlotte Raven , con quien más tarde tuvo una relación sentimental.
Draper comenzó su carrera política en 1990, cuando se convirtió en secretario electoral de Nick Brown. En 1992 dejó este trabajo y se puso a trabajar como investigador para el diputado de Hartlepool, Peter Mandelson. En 1996, se convirtió en director de una empresa de lobby llamada GPC Market Access, y trabajó para ella hasta principios de 1999. Mientras trabajaba en GPC Market Access, creó la organización New Labour Progress con Liam Byrne. A finales de la década de 1990, Draper trabajó como editor político de Modern Review, fue brevemente columnista del Daily Express y presentador en Talk Radio UK.